# Imre Antal
Pour les articles homonymes, voir Antal (homonymie).
Imre Antal (né le 31 juillet 1935 à Hódmezővásárhely, mort le 15 avril 2008 à Budapest) est un acteur hongrois de cinéma et de télévision, ainsi que présentateur de télévision.

## Biographie
Il débute dans la carrière cinématographique dans A propos de Vera de János Herskó, puis Ezek a fiatalok de Tamás Banovich. Il se tourne vers la télévision dès 1968.
En 1990, il tourne dans God afton, Herr Wallenberg, une biographie de Raoul Wallenberg, qui est nommé au Festival International du Film de Berlin dans la catégorie meilleur film, et est récompensé au Festival International du Cinéma Suédois.
En 2006, il est présentateur sur la télévision privée RTL Klub.
Il meurt d'un cancer le 15 avril 2008.

## Filmographie
- 1969 : A propos de Vera de János Herskó
- 1969 : Dis-moi bonjour de Sándor Simó
- 1991 : Szeszélyes évszakok (Capricious Seasons)[2]
- 1992 : Le trésor des Templiers (télévision) de Daniel Moosmann et Sándor Mihályfy